# ベルギーの医療

OECD各国の財源別保健支出。
水色は政府一般歳出、紫は社会保険、赤は自己負担、橙は民間保険、緑はその他

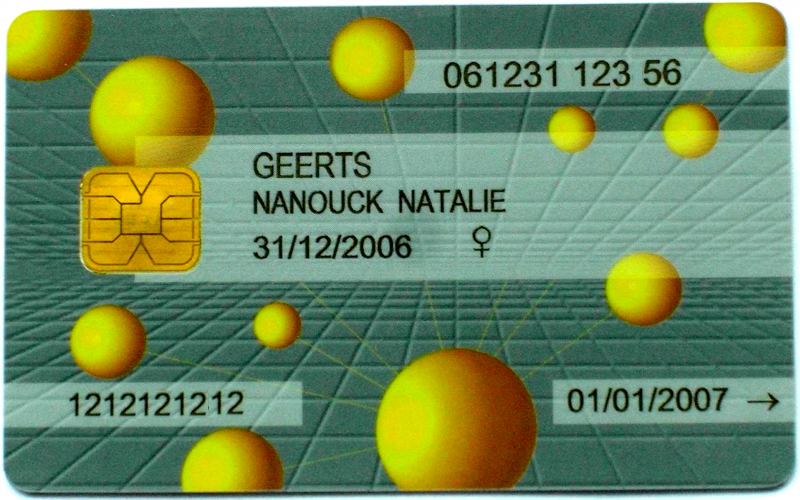
健康保険証となるSISカード

ベルギー王国の医療（Healthcare in Belgium）には、複数の医療保険組合が存在し競争政策が取られ、公営および非営利の病院が存在する。政府は医療保険組合に対して、その加入者数に基づいて資金を支給する。
医療保険組合の多くは歴史的には政治団体が支援するものであったが、しかしそれらの自己負担率の違いは大きくはなく、政府によって規定されている。保険組合が医療費を全額負担することはなく、償還率は総合医・専門医の場合、多くは1/2～3/4程度である。
国家レベルにて財政・医療制度が制定されたのは1894年の法である。1945年には社会保険制度が制定された。被保険者にはクレジットカードサイズのSISカードが支給され、国民識別番号が記載されており、病院や薬局で必要となる。

## 所管

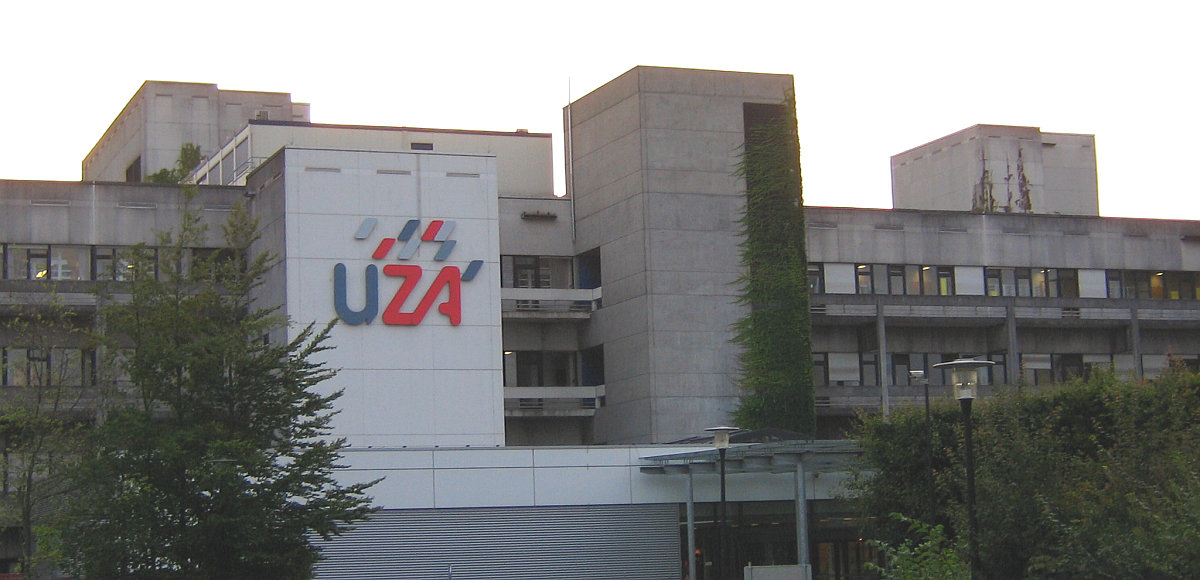
アントウェルペンの大学病院

ベルギーの医療制度は、主にベルギー連邦が所管しているが、予防医療など一部は３つの言語共同体（フラマン語共同体、フランス語共同体、ドイツ語共同体）が所管している。連邦政府および地方自治体の両方にて、公衆衛生大臣のポストが存在する。

## 公的扶助
社会的責務（social burdens）として補助すべき人（傷病、児童福祉など）や収入の全くない人（失業や年金生活者）には、公的扶助が給付される。